# گوردون بایم
 گوردون بایم (انگلیسی: Gordon Baym؛ زاده ۱ ژوئیهٔ ۱۹۳۵) یک فیزیک‌دان اهل ایالات متحده آمریکا است.